# Lithobius intermontanus
Lithobius intermontanus är en mångfotingart som beskrevs av Chamberlin 1902. Lithobius intermontanus ingår i släktet Lithobius och familjen stenkrypare. Inga underarter finns listade i Catalogue of Life.